# ヨリが跳ぶ
『ヨリが跳ぶ』（ヨリがとぶ）は、ヒラマツ・ミノルによる日本の漫画。バレーボールをテーマとした作品で、『モーニング』（講談社）にて、1994年51号から1999年40号まで連載された。
単行本は全20巻。のちに『ヨリが跳ぶ 始動篇』 全4巻（宙出版　∞COMIC 2007年-2008年）として初期の部分のみ再刊された。

## あらすじ
ちょっと天然ボケの高校生、大久保ヨリが日本のエースアタッカーになるまでを描いた漫画。ストーリーは実業団リーグを舞台にした第1部（単行本1巻-15巻）と、Vリーグ昇格以降を扱った第2部（16巻-20巻）に分けられる（連載自体は第1部と第2部の間のブランクは無し）。第1部は、ヨリが無名の女子高からオグリ製菓へ就職し、チームメートと実業団リーグで優勝するまでが描かれており、第2部では全日本メンバー入りするまでが描かれている。

## 時代設定
試合は15ポイント制5セットマッチ。5セット目のみラリーポイント制で行われている。話中ではサーブブロックの禁止が言及されている一方、リベロは登場しておらず、また、腰から下での打球が反則にとられていないことから、作品が連載された1995年から1997年のルールを用いていると想定される。Vリーグの試合方式は1996年-1997年と一致している。ヨリの所属チームのユニフォームはブルマーだったが、他のチームはハーフパンツを使用した。

## 主な登場人物とチーム

### オグリ製菓・オグリポピンズ
創部6年目。実業団リーグで優勝し、Vリーグではオグリポピンズというチーム名になる。ここでは一括して扱う。
大久保ヨリ（おおくぼヨリ）
183cm、69kg、セッター対角（チーム事情で一時はセンター）。愛称はヨリ。沼里（ぬまり）女子高校卒。高校生の時はインターハイ予選決勝で敗れ、全国大会は未出場。卒業時、国舞に打ち屋としての採用を認められるが断り、オグリ製菓に入社する。Vリーグで才能を開花させ、ヒロコ級のスパイクを打つようになる。
沢田理佳子（さわだりかこ）
181cm、63kg、エース。愛称はリカコ。優れたバレーセンスの持ち主であり、国舞の内定候補になるも、髪型（もしくは茶髪）が国舞の社風にふさわしくないと判断された。見た目の派手さとぶっきらぼうな口調のため、ヨリは彼女を「ヤンキー」と思った。
阿久津明美（あくつあけみ）
175cm、61kg、エース。愛称はキャプテン。オグリのキャプテン。ヨリの加入により胃痛が耐えない。加代子が去った後、セッターとなる。
加納加代子（かのうかよこ）
170cm、セッター。愛称は加代ちゃん。Vリーグ昇格時に妊娠しチームを一時去る。地味にチームの要。
小山恵（こやまめぐみ）
172cm、エース。レシーブの要。半袖ユニフォームの袖を肩までまくるのがトレードマーク。
観音寺忍（かんおんじしのぶ）
179cm、64kg。センター。清華女子大学卒。全日本ユニバではレギュラー。
カトリーナ・マーシャル
190cm、センター。元アメリカナショナルチームにも選ばれた選手。ナショナルチーム時代の友人であるガリーナ・チーホノワの紹介で第2部で加入。
岸アキ子、西村
控え選手
高崎恭三（たかさききょうぞう）
飄々とした風貌だが、勝負勘や戦力分析に優れた監督。ヨリの高校時代の恩師、武田伸介と同じ大学で一年後輩。
相原邦彦
コーチ（Vリーグ以降）。明美に惚れている。

### モンテル・ジャパン
創部も、実業団リーグに入ったのも、オグリと同年であるライバル・チーム。
鳴海蘭（なるみらん）
175cm、61kg。エース。キャプテン。芸能人のような派手なファッション。キャプテンどうしで阿久津をライバル視している。
鳴海ユリ（なるみユリ）
189cm、78kg。蘭の妹。足利福祉大学中退。ヨリからは「小ヨリ」と呼ばれる。
有田由香
182cm、エース。チームのポイントゲッター。
淡路桜子
176cm、セッター対角
九重晴美
180cm、センター
山口唯
179cm、センター
石渡咲
167cm、セッター
神月なびき（こうづき なびき）
オグリキラー
桐島達郎
監督
木原和代
臨時特別コーチ。モントリオール五輪金メダル（ただし控え選手）。

### 明和生命
門野真理
171cm、58kg、ライト。
内藤ひかる
181cm、70kg、エース。故障やケガ、交通事故、盲腸などで4年目にして実業団リーグ初出場
安田香織（キャプテン）、谷口美和、須田悦子、田代友恵、畑田紀子、内田
選手
福沢花子
158cm、52kg、セッター。監督兼任
村田考造
総監督

### アベノ引越社
ガリーナ・チーホノワ（Galin Tikhonova）
192cm、77kg。旧ソ連ナショナルチームセンター。ウクライナのナショナルチームのコーチ兼選手。
アレクサンドラ・ポドゴルナヤ（Aleksandra Podgornaya）
196cm、82kg。

### 兼通レイニーズ
実業団リーグ。日本リーグ優勝3回。故障者が多く、Vリーグから陥落。
藤木明日香
元全日本。ヒロコとエース対角を組む。
田畑輝子（キャプテン）、見吉珠美、遠野
選手
大下正文
監督

### 国舞リップス
母体は国舞化粧品。日本女子バレー界の名門。全日本のレギュラー中3人が属している。
梶容子（かじひろこ）
182cm、64kg。通称ヒロコ。高校2年生で全日本に入った日本女子バレー界の女王。全日本男子以上のスパイクを打つ。ヨリの才能を早くから認めていた。Vリーグ決勝、ヨリが自分を超えたのを確認して試合後失踪。モデルは大林素子。
大滝満里子
サウスポー、国舞リップスのキャプテン。全日本ビッグスリーの一人。
風間亜紀
190cm。全日本ビッグスリーの一人。
伏見晴子
控えセッター。元全日本ジュニアのエース
kon（漢字表記不明）
セッター。レギュラー。
kitano、kon、kagawa、kita、kazama、片岡、中原、uno、yoshida
選手。
橋口（監督）
高校生だったヨリを打ち屋として採用を検討した。最後まで打ち屋として認識していた。
小川（マネージャー）

### その他人物
大久保ハナ
ヨリの姉。身長161cm、体重不明、22歳、職業不明。幼い頃、ヨリがいつも跳びはねていてジャンプ力がついていくのを見て、跳ぶのが好きならとバレーボールをすすめた。ラーメンが好きで、おいしい店を見つけるとメニューの端から端まで食べるような健啖家。背は低く小太り。顔のパーツはヨリに似ている。ヨリの試合を見に行き、「ヨリの姉」と名乗ったが、最初は信じてもらえなかった。試合後にヨリと対面する。
武田伸介
沼里女子高校顧問。オグリ製菓の監督・高崎の大学時代の1年先輩。国舞の打ち屋の話を断り行き場のないヨリのため、高崎宛に紹介状を書く。調子のいい高崎が少し苦手。
今井美津子
セッター対角。ノエル石油（地域リーグ）所属。東八天寺高校卒。実業団のチームに入団後、イメチェンをしたため、再会したヨリに驚かれた。ヨリの幼馴染。ヨリは「ヨッちゃん」と呼んだ。
藤崎裕二
193cm。興陽大学中退。スピードだけならヒロコ以上のスパイクを打つ。
神林静江
沼里女子高校生徒会長。剣道部主将。ヨリのクラスメイト。卒業式の日にヨリに卒業試験をさせるドッキリを仕掛けた。そのため、ヨリは卒業式に参列できなかった。
小林寛太
24歳。背丈はかなり低い。明日香とは幼稚園からの幼馴染。明日香に好意を持っているが、フラれた。しかし、試合でアキレス腱を切って入院した明日香に付き添った。明日香にしつこく付きまとったため、ストーカーとして警察に通報されかけたり、「チ〇カ〇野郎！」と叫ばれた。これを聞いたヨリからはチ〇カ〇くんと呼ばれている。なお、ヨリは「チ〇カ〇」の意味を知らなかったため、チームメイトに聞き、チームメイトはその意味を教えたが、ヨリは「医学用語ばかりで分からなかった」とのこと。

### その他のチーム
京立電機
実業団リーグ。地域リーグから上がってきたばかり。
ヨシムラ薬品、新田交通
実業団リーグ。
大堂レシーバーズ、リタックスバスターズ、タザワカップス、イセハマパールス、五星ブレーカーズ、フジオーマックス
Vリーグ。